# Blešno
Blešno là một làng thuộc huyện Hradec Králové, vùng Královéhradecký, Cộng hòa Séc.